# Застава
Застава (стег, барјак) парче је тканине, веће или мање, обично правоугаоног облика и вишебојно, које се налази окачено на јарболу или другом погодном држачу, могу се носити причвршћене за мотку или копље, могу стајати на столу на посебним постољима или висити са носача под углом од 45 степени. Застава служи за сврху идентификације или сигнализације. Уобичајено је да заставе имају једну од краћих страна закачену за јарбол и да се вијоре хоризонтално, иако је могуће и другачије. Већина застава у новије време израђује се од полиестера, док су у прошлости биле коришћене различите тканине, између осталих свила, тафт, памук, лан и вуна.

## Историја застава
Иако порекло заставе још није пронађено, најстарија застава под називом Дерафш или Шахдад налик на заставу, пронађена у Шахдаду, Иран, датира из око 2400 пре нове ере, а направљена је од бронзе. На њој су седећи мушкарац и жена која клечи окренути једно према другом, а између њих је звезда. Ова иконографија се може наћи и у другим уметничким делима из бронзаног доба у овој области.
Застава квадратног облика назива се барјак. Већина поморских застава има облик правоугаоника, као и заставе на копну. Пре него што су се појавиле заставе које данас користимо, коришћене су мотке са разним резбареним симболима на врху. Прва сведочанства о оваквим крутим симболима са наменом заставе долазе нам из старог Египта где су означавали различите делове краљевства. Историја застава почиње од времена Римљана, који су заставе (vexillum) користили за идентификацију легија. Каснији развој је углавном везан за грбове, па су тако средњовековне заставе углавном биле прикази грбова одређеног владара или феудалца. Заставе причвршћене бочном страном за усправну мотку први пут су се појавиле у Кини, а на Запад су их пренели Арабљани. Заставе са употпуњеним мотивима почеле су да се шире користе тек у времену крсташких ратова. Хришћани су заставе означавали крстом, док су муслимани користили заставе са натписима. У Америци су Мексиканци увели у употребу заставе од птичијег перја, а Астеци су употребљавали заставе које су ратници могли да носе на леђима.
Данас су заставе у широкој употреби, било као званичне (државне, регионалне, општинске, војне), незваничне (спортски клубови, навијачи, политичке странке) или као средство сигнализације на мору (поморске заставе). Свака држава данас има државну заставу. До 2011. године, Либија је била једина држава на свету која је имала потпуно једнобојну заставу. Наука која проучава заставе назива се вексилологија.
Заставе које се данас препознају, направљене од комада тканине које представљају одређени ентитет, готово сигурно су изум древних народа Индијског потконтинента или династије Џоу из Древне Кине. Кинеске заставе су имале обележја као што су црвена птица, бели тигар или плави змај, а према краљевским заставама се требало односити са нивоом поштовања сличном оном који се даје владару. Индијске заставе су често биле троугласте и украшене додацима као што су јаков реп и државни амрел. Свилене заставе су се прошириле на Блиски исток из Кине или је то једноставно била свила која је направила путовање које су обликовали људи који су самостално дошли до идеје правоугаоника причвршћеног за мотку. Заставе су вероватно преношене у Европу преко муслиманског света, где су се због исламских забрана користиле једнобојне заставе. Често се помињу у раној историји ислама и можда су копиране из Индије.

### Савезник или непријатељ?
У биткама заставе су представљале средство за распознавање савезника или непријатеља. у 16. веку и касније, поједини пукови и чете су почеле да користе сопствене посебне заставе. То су стегови, који се богато украшавају и имају извезене ознаке. Такве заставе су временом добијале већу улогу у војним свечаностима, док се на бојном пољу употребљавају заставе начињене од издржљивог материјала.

### Боје и симболи
Заставе садрже симболе којима представљају идеје за чије би исказивање било потребно много речи. Симболи се изводе из разноврсних извора. Један од најпознатијих примера је лав из средњовековне хералдике који заступа идеје краљевства и храбрости.
Боје имају симболички значај. Бела и плава симболизују мир. Зелена је боја растиња, симбол младости и наде. Верска уверења су се међу првима почела излагати на заставама. Крст је најстарији хералдички мотив. У муслиманским земљама полумесец је верски симбол од 14. века. Исламски прописи не дозвољавају приказивање Божјег или људског лика док друге државе немају таква ограничења, па постоје бројне кинеске заставе које приказују богове или хришћанске заставе са ликом светитеља. У савремене симболе спадају канадски јаворов лист и срп и чекић некадашњег Совјетског Савеза.

### Заставе спорта и славља
Заставе се користе у многим спортовима, укључујући оне на води, аутомото тркама, тимским спортовима, голфу, смучању, гимнастици и кросу. Имају улогу сигнала, маркера, краса, тимског обележја, навијачког реквизита. Њима се обележава отварање и затварање спортских догађаја. Олимпијске игре имају своју заставу која има пет прстенова разних боја који представљају пет континента.

## Јарболи
Јарболи или стубови за заставу могу да буду једноставна подршка направљена од дрвета или метала. Ако је виши него што се лако може досећи да би се подигла застава, користи се конопац, који се обавија око котура на врху стуба са крајевима везаним на дну. Застава је причвршћена на доњем крају конопца, а затим се подиже повлачењем на другом крају. конопац се потом затегне и везује за стуб на дну. Стуб је обично надвишен равном плочом или куглом која се зове клотик (првобитно се користио за спречавање расцепљивања дрвеног стуба) или вршком сложенијег облика. Врло високим јарболима могу да буду неопходне сложеније конструкције за потпору него што је то случај код обичних јарбола.
Двајастамбами су јарболи које се обично налазе на улазима хиндуистичких храмова јужне Индије.

### Рекордне висине
Од 23. септембра 2014, највиши слободно стојећи јарбол на свету је Џедајски јарбол у Саудијској Арабији са висином од 171 m (561 ft), који надмашује бивше држаче рекорда Душанбе јарбол у Таџикистану (висина: 165 m, 541 ft), Национални јарбол у Азербејџану (висина: 162 m, 531 ft) и Северно корејски јарбол у Киджонгдонгу (висина: 160 m, 520 ft). Стуб заставе у Северној Кореји је у ствари радио-торањ са заставом на врху. Поред два горе поменута јарбола, претходних шест светских рекордних јарбола су сви били направљени у америчкој компанији Trident Support, а остали у: Ашхабаду, Туркменистан: 133 m (436 ft); Акаби, Јордан: 130 m (430 ft); Аману, Јордан: 126,8 m (416 ft); и Абу Дабију, Уједињени Арапски Емирати: 122 m (400 ft).
Највиши јарбол у Великој Британији је од 1959. до 2013. стајао је у Кју вртовима. Он је био направљен од канадске Даглас јеле и био је висок 68,5 m (225 ft)
Тренутни највиши јарбол у Сједињеним Државама (и највиша вијорећа америчка застава) је стуб од 400 ft (120 m), завршен пре Меморијалног дана 2014. и направљен по наруџбини са бетонском подлогом од 11 ft (3,4 m), који је израдио произвођач ветрогенератора Бродвинд енерџи. Тај јарбол се налази на северној страни кампуса седишта предузећа Acuity Insurance поред међудржавног пута 43 у Шебојгану у Висконсину, и видљив је из Сидар Гроува. Стуб може да носи заставу од 220 фунти у условима слабог ветра и тежу заставу од 350 фунти у условима јачег ветра.

### Дизајн
Јарболи могу да буду дизајнирани у једном комаду у виду конуса (типично челични конус или грчки ентазисни конус), или се могу направити из више делова да би се могли продужити. У Сједињеним Америчким Државама,  спецификација упутставом FP-1001-97 покрива инжењерски дизајн металних јарбола како би се осигурала сигурност.
- Јарбол умерене величине, са једноставним вршком
- Велики јарбол са структуираним вршком (Нови Зеланд)
- Нова Каледонија има две званичне заставе.
- Двајастамбам (јарбол) у Брихадесварар храму, Танџавур, Тамил Наду, Индија.